# Nikolaus Jungwirth
Nikolaus Jungwirth (* 1935 in Prag; † 2018 in Frankfurt am Main) war ein deutscher Maler, Grafiker, Satiriker und Journalist.

## Biografie

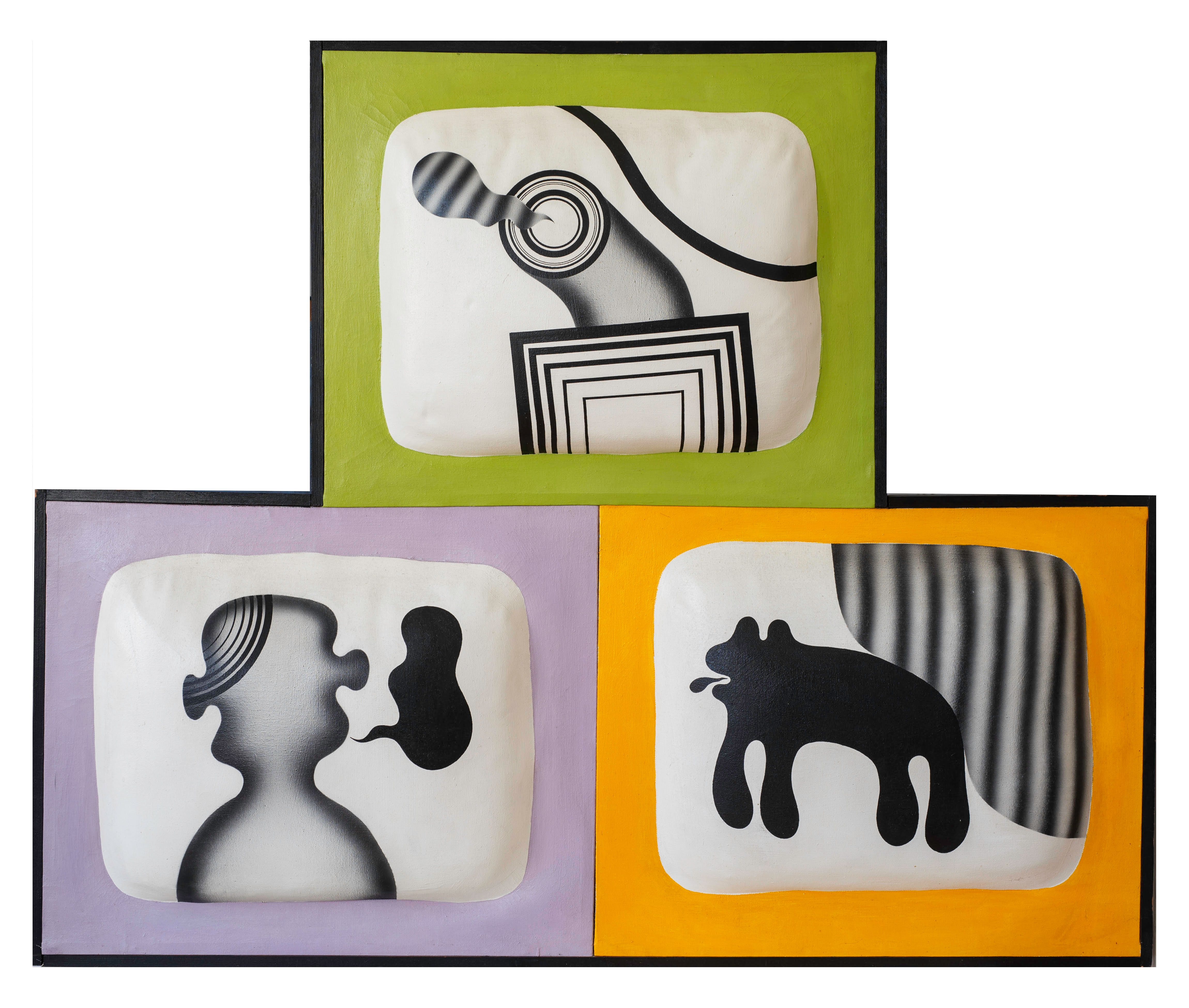
Nikolaus Jungwirth, Drei Programme, 1968, Nessel, genäht, ausgestopft und bemalt, 110 × 130 cm

Nikolaus Jungwirth studierte Malerei und Grafik an der Werkkunstschule Wiesbaden und war bis in die 1980er-Jahre als bildender Künstler tätig. Für seine die Pop-Art reflektierenden Arbeiten wurde er unter anderem mit dem Preis „Junge Kunst in Hessen“ der Marielies-Hess-Stiftung ausgezeichnet. Mit dem Eintritt in die Redaktion der Satirezeitschrift Pardon im Jahr 1970 begann Jungwirth neben der Kunst auch journalistisch zu arbeiten und verfasste zahlreiche satirische Beiträge und Reportagen.
Gemeinsam mit Gerhard Kromschröder trat er in den 1970er Jahren in Frankfurt mit spektakulären Satire-Aktionen im öffentlichen Raum in Erscheinung, so zum Beispiel mit der Aktion „Bürger schützt Eure Banken“, mit dem Aufruf zur Gründung einer „Arbeitgebergewerkschaft“ oder der „Dr.-Alfred-Dregger-Show“. Daneben veröffentlichte er zahlreiche Bücher zur Popularkultur, unter anderem Die Pubertät der Republik über die Ästhetik der 1950er Jahre.
Jungwirth war 1973 bis 1976 Redakteur der Zeitschrift Magazin Kunst und 1979 Mitbegründer der Zeitschrift Titanic. Er arbeitete als Autor unter anderem für den Hessischen Rundfunk und das Magazin Pflasterstrand. Seit den 1990er Jahren verfasste er regelmäßig Kunstkritiken für die Frankfurter Rundschau.
Jungwirth war mit der Künstlerin Renate Sautermeister verheiratet. Seine Enkelin ist die Schauspielerin Antonia Jungwirth.

## Buch-Veröffentlichungen
- mit Gerhard Kromschröder: Das Gesicht des Verbrechens. Verlag Zweitausendeins, Frankfurt 1976
- mit Gerhard Kromschröder: Die Pubertät der Republik. Fricke, Frankfurt 1978
- mit Gerhard Kromschröder: Ein deutscher Platz. Syndikat, Frankfurt 1980, ISBN 3-8108-0153-4.
- mit Gerhard Kromschröder: Vorher – nachher. Eichborn, Frankfurt 1981, ISBN 3-8218-1903-0.
- mit Gerhard Kromschröder: Originelle Todesfälle. Eichborn, Frankfurt 1982, ISBN 3-8218-1807-7.
- Demo. Eine Bildgeschichte des Protests in der Bundesrepublik. Beltz, Weinheim/Basel 1986, ISBN 3-407-85062-X.
- mit Gerhard Kromschröder: Flokati-Fieber. Liebe, Lust und Leid der 70er Jahren. Eichborn, Frankfurt 1994, ISBN 3-8218-1181-1.
- mit Gerhard Kromschröder: Als der Champagner floss. Die 80er Jahre: Das letzte Jahrzehnt der Bonner Republik. Nizza-Verlag, Frankfurt 2008, ISBN 978-3-940599-02-5.[2]